# Scaramouche (Milhaud)
Scaramouche, op. 165b ist eine dreisätzige Konzertsuite von Darius Milhaud für zwei Klaviere, die im Jahre 1937 in Paris uraufgeführt wurde. Sie gilt als eines seiner populärsten Werke.

## Entstehungsgeschichte und Rezeption
Die Scaramouche-Suite entstand als Auftragswerk für das Klavierduo Marcelle Meyer und Ida Jankelevitch. Ein erheblicher Teil des musikalischen Materials basiert auf der von Milhaud zuvor komponierten Bühnenmusik für die Komödie „Le médecin volant“ (dt.: Der fliegende Arzt), op. 165 aus der Feder von Molière sowie auf der Musik für Bolivar, op. 148, ein Schauspiel von Jules Supervielle. Der Titel Scaramouche ist angelehnt an die komische Figur der Commedia dell’arte. Aufgrund der außerordentlich positiven Rezeption entstanden neben der Urfassung für zwei Klaviere im Laufe der Zeit noch fünf weitere Fassungen. Besonders erwähnenswert ist die eigens für Benny Goodman arrangierte Klarinettenfassung sowie das von dem Geiger Jascha Heifetz beauftragte Arrangement des Finalsatzes für Violine und Klavier.

## Musik
Mit der grundsätzlichen Satzfolge schnell-langsam-schnell orientiert sich das Stück an traditionellen Formidealen. Die Musik ist geprägt von einprägsamen, sanglichen Melodien, Polytonalität und nicht zuletzt Einflüssen des Jazz, insbesondere des Latin Jazz. Beide Klaviere spielen überwiegend gleichberechtigte Rollen im musikalischen Dialog. Die Aufführungsdauer beträgt ca. 9 Minuten.
Satzbezeichnungen
1. Vif
2. Modéré
3. Braziliera (Mouvement de Samba)